# Senatsplatz (Macau)

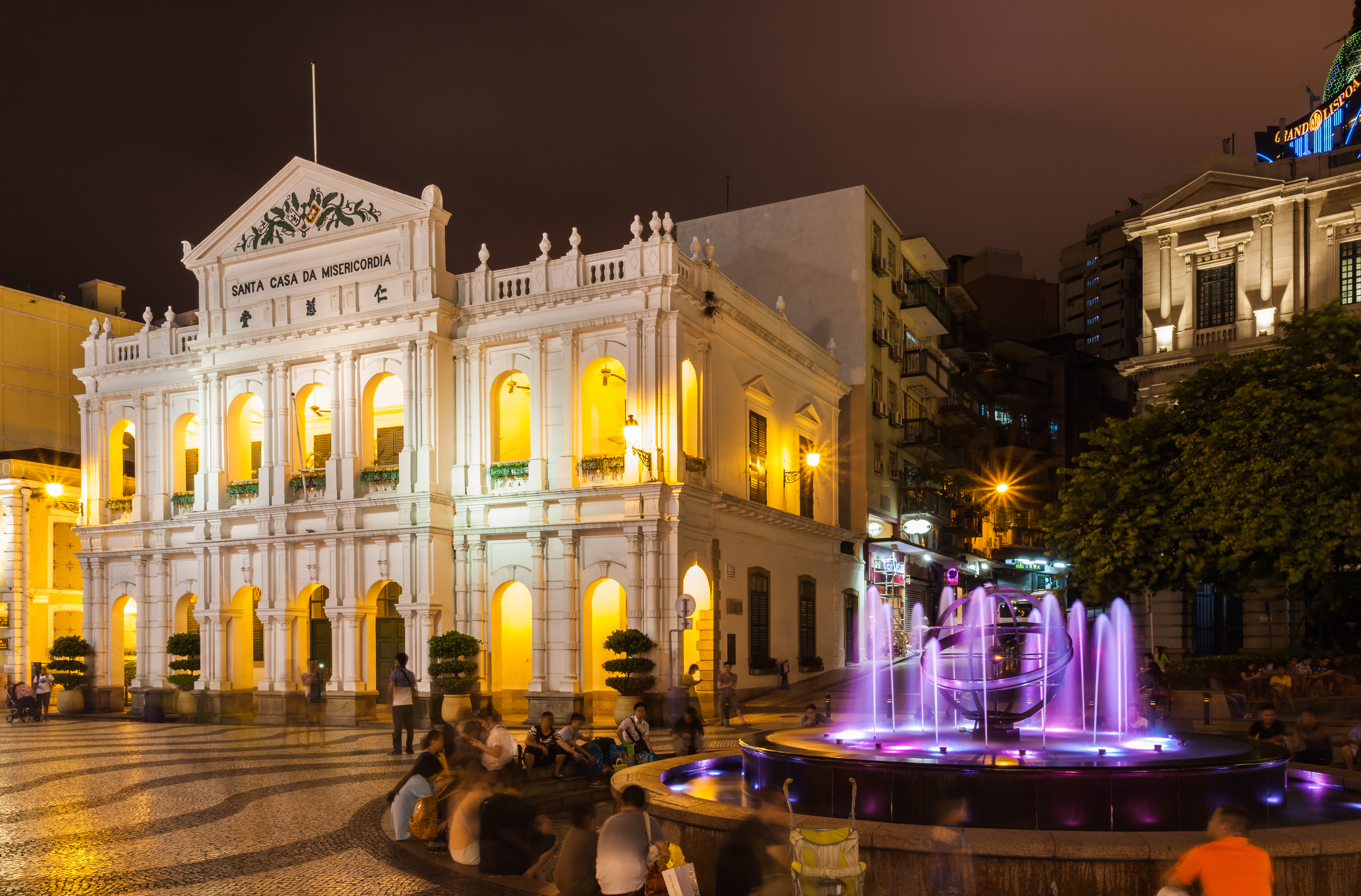
Senatsplatz bei Nacht

Der Senatsplatz (chinesisch 議事亭前地, portugiesisch Largo do Senado, englisch Senado Square) ist ein Platz in Sé, einem Stadtteil der chinesischen Sonderverwaltungszone Macau. Der Senatsplatz ist seit Jahrhunderten das Stadtzentrum von Macau und ein beliebter Ort für öffentliche Veranstaltungen und Feiern. Als Teil des Historischen Zentrums von Macau zählt der mit portugiesischer Pflasterung ausgelegte Platz aufgrund seines einmaligen Zeugnisses ästhetischer, kultureller, religiöser, architektonischer und technologischer Einflüsse von Ost und West zum Weltkulturerbe der UNESCO.

## Geschichte
Der Platz existiert seit der Ming-Dynastie. Im Jahr 1583 bezog der Stadtrat von Macau, in dem chinesische und portugiesische Einwohner vertreten waren, das Loyaler Senat genannte Gebäude am Platz. Während der Zeit der portugiesischen Kontrolle (1553–1999) kontrollierten die lokalen Behörden dort auch militärische Angelegenheiten. Im Jahr 1940 wurde eine Statue aus Bronze, die den portugiesischen Offizier Vicente Nicolau de Mesquita darstellt, in der Mitte des Platzes aufgestellt. Während des 12-3 Aufstands am 3. Dezember 1966 zerstörten chinesische Garden die Statue, da der Geehrte für den Tod vieler chinesischer Soldaten im Rahmen von kriegerischen Auseinandersetzungen während der Qing-Dynastie verantwortlich gemacht wurde. Die Stelle, an der die Statue gestanden hat, wurde später durch einen Brunnen ersetzt. Die einheimische Bevölkerung nennt den Platz inzwischen nur kurz Der Brunnen und er dient als Treffpunkt. In den frühen 1990er Jahren stellte die Behörde einige portugiesische Experten ein, um den Senatsplatz neu zu gestalten: Er erhielt ein Wellenmosaik aus farbigen, meist schwarzen und weißen Steinen, die Calçada Portuguesa. Der Platz wird in diesem Bereich häufig für kulturelle Aktivitäten genutzt.

## Architektur und Bauwerke
Der Senatsplatz umfasst eine Fläche von etwa 3700 Quadratmetern, hat eine leicht dreieckige, gestreckte Form und wird von den Straßen Largo do São Domingos und Avenida de Almeida Ribeiro begrenzt. Der Platz wird von architektonisch bedeutenden, pastellfarbenen, neoklassischen Gebäuden eingefasst. Am südlichen Ende befindet sich das Senatsgebäude, das mit Instituto para os assuntos civicos e municipais (Institut für bürgerliche und kommunale Angelegenheiten) überschrieben ist. Im hinteren Garten befindet sich eine Büste von Luís Vaz de Camões. Auf der östlichen Seite des Platzes schließen sich das Hauptpostamt (Macau General Post Office) und das Haus der Barmherzigkeit (englisch Holy House of Mercy of Macau; portugiesisch Santa Casa da Misericórdia; chinesisch 仁慈堂大樓) an. Im Norden befinden sich mehrere Einzelhandelsgeschäfte und am Ende der asphaltierten Straße liegt die St.-Dominik-Kirche. Im dritten Stock der Kirche ist ein Museum eingerichtet, das Gemälde, Skulpturen und liturgische Ornamente, die die Geschichte der römisch-katholischen Kirche in Asien veranschaulichen, zeigt. Auf der westlichen Seite befindet sich der stattliche, von dem portugiesischen Architekten Fernando Schiappa de Campos konzipierte Bau der Tourismuszentrale Macaus. Dahinter steht, etwas versteckt, der Kuan-Tai-Tempel (Sam Kai Vui Kun).
Rund um den Platz gibt es traditionelle chinesische Restaurants, Schnellrestaurants, Boutiquen und Einkaufszentren, die neben der besonderen Architektur von Touristen gern besucht werden. Von den in Macau zahlreich vorhandenen Spielcasinos befindet sich keines in unmittelbarer Nähe des Senatsplatzes. Zu besonderen Anlässen, beispielsweise dem christlichen Weihnachtsfest, zu Neujahr oder dem Chinesischen Neujahrsfest wird der Platz geschmückt und mit Figuren und Lichterketten ausgestattet. Außerdem werden Feuerwerke sowie Löwen- und Drachentänze veranstaltet.

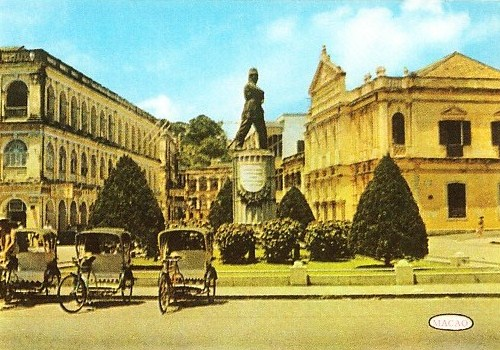
Statue von Vicente Nicolau de Mesquita (ca. 1955)
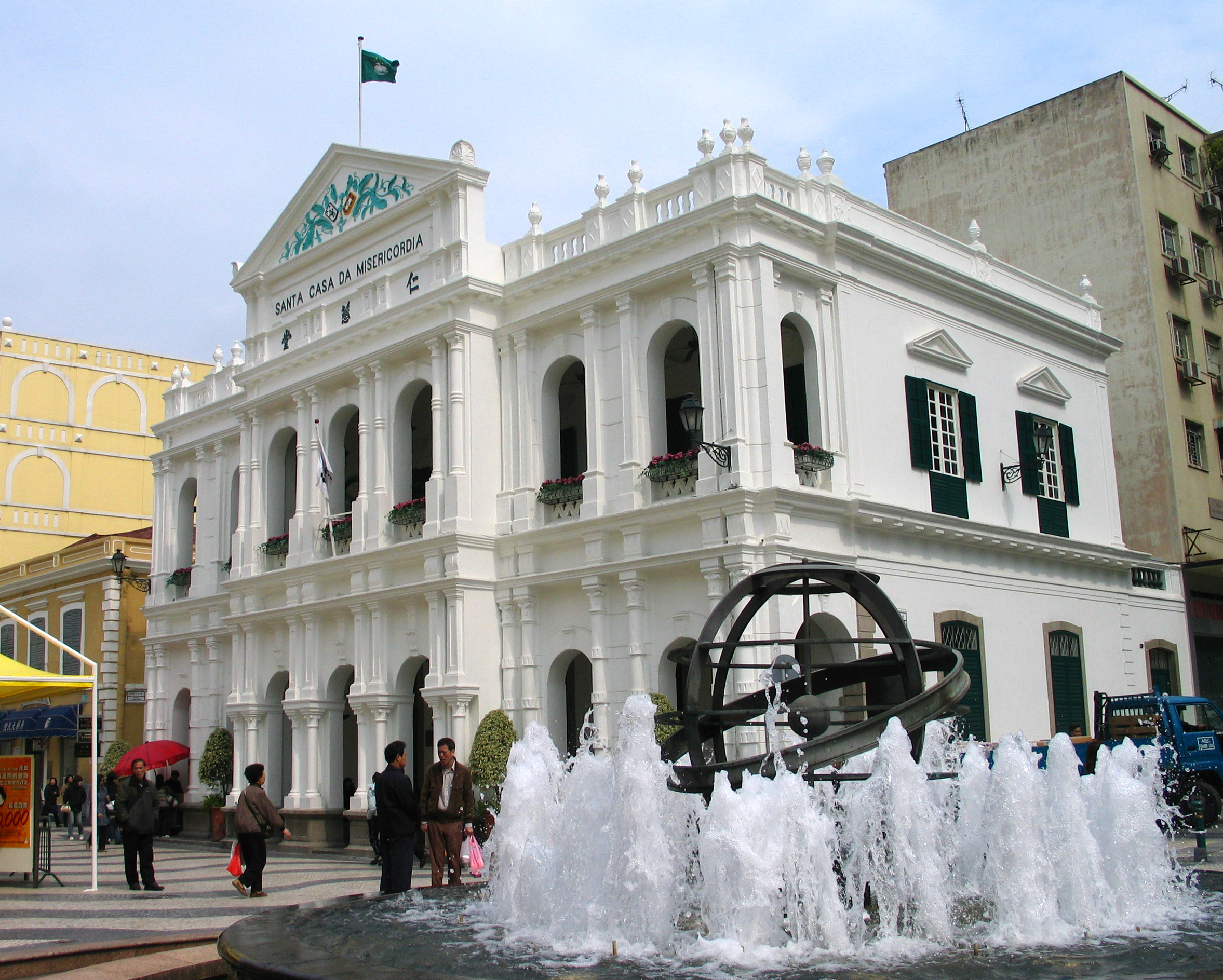
Haus der Barmherzigkeit
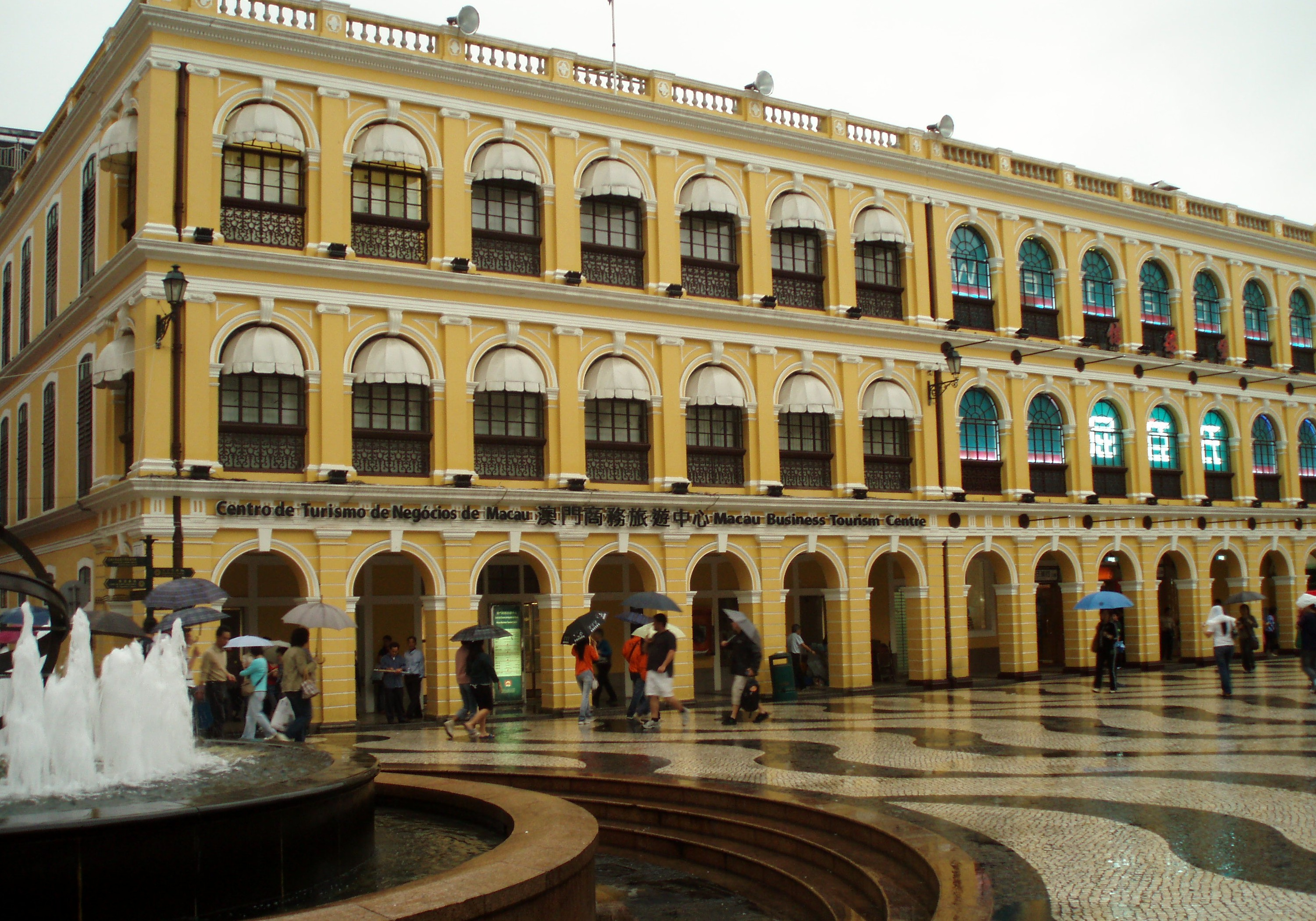
Tourismuszentrale Macaus
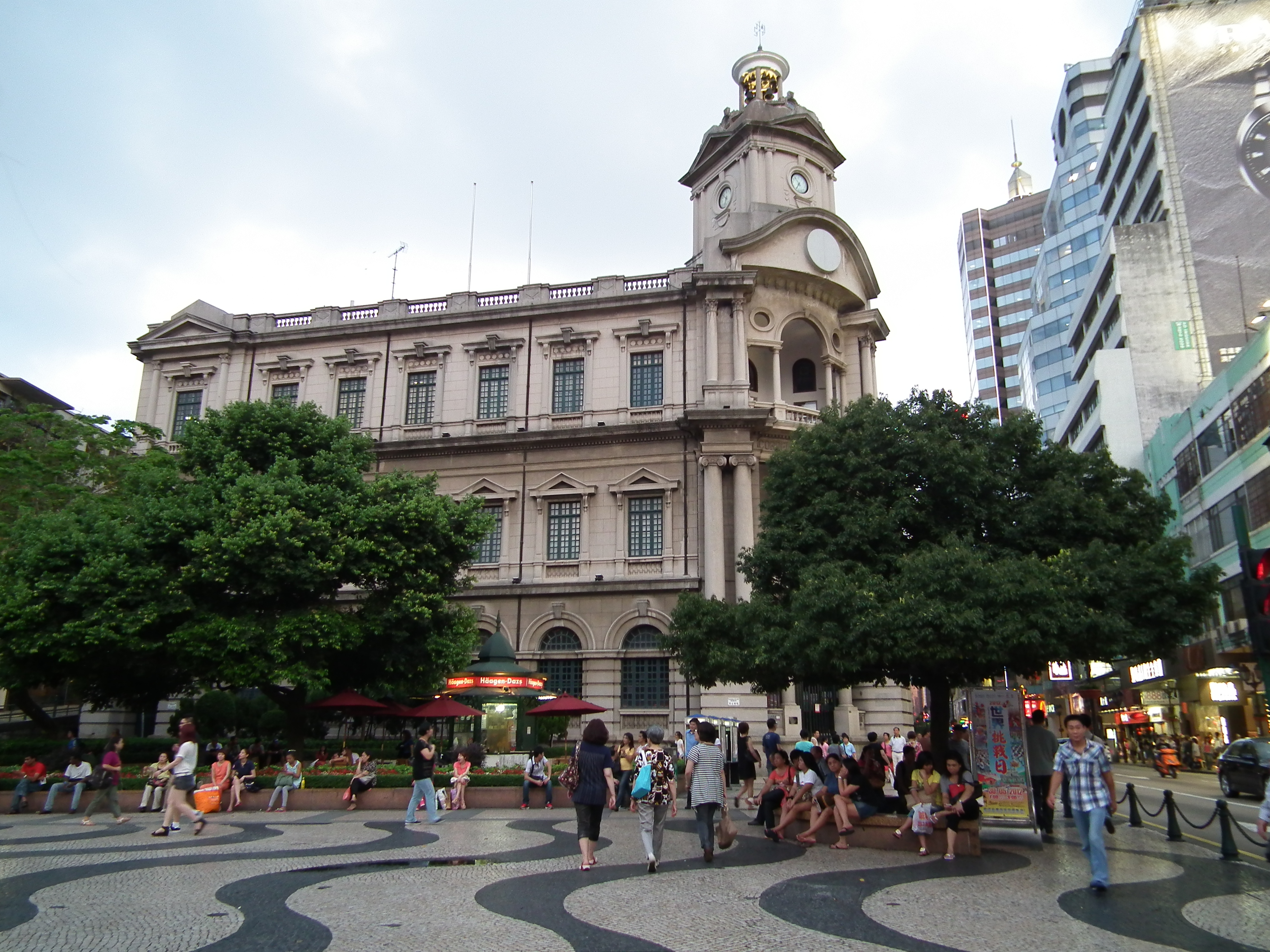
Hauptpostamt
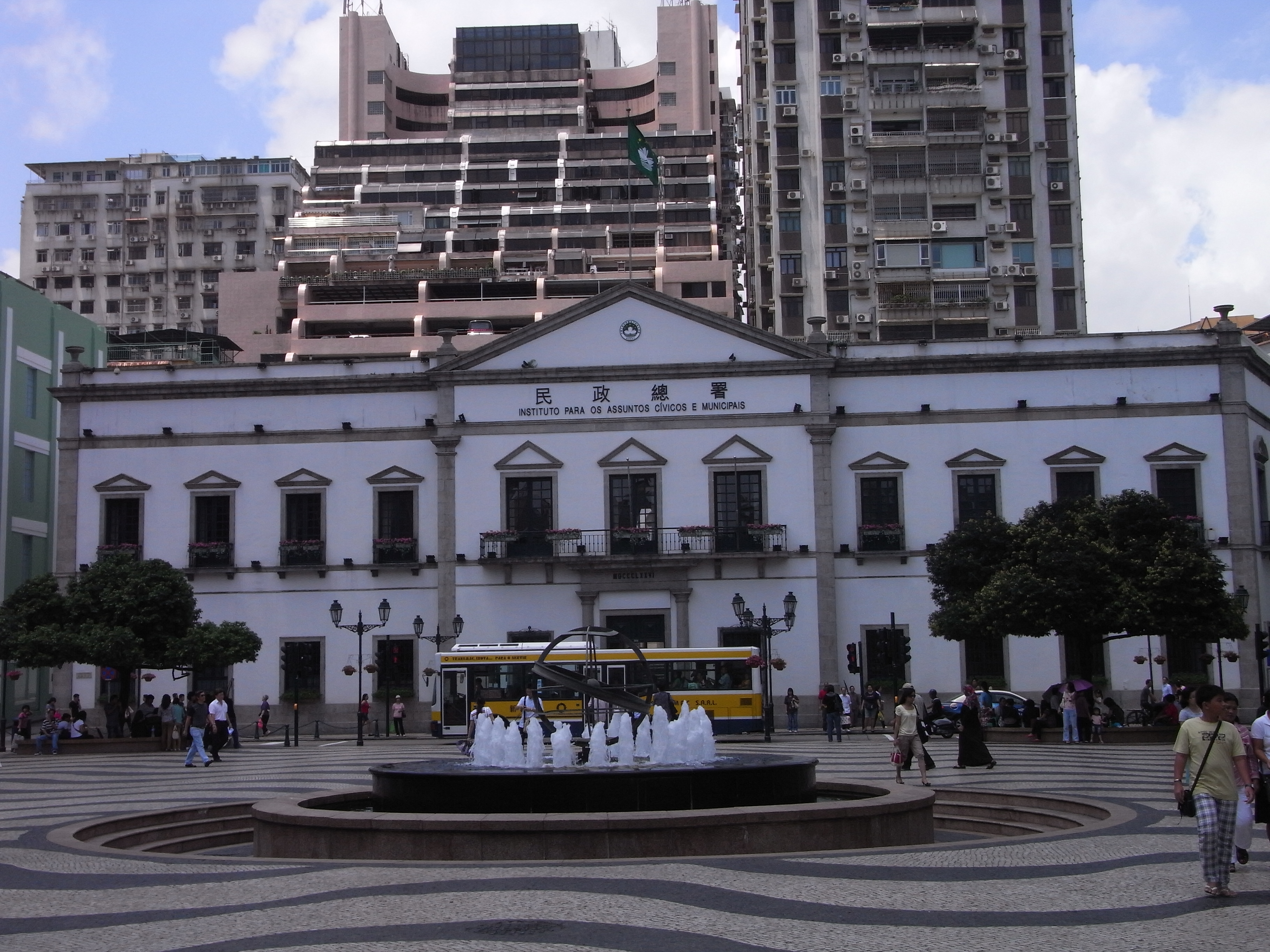
Gebäude Loyaler Senat
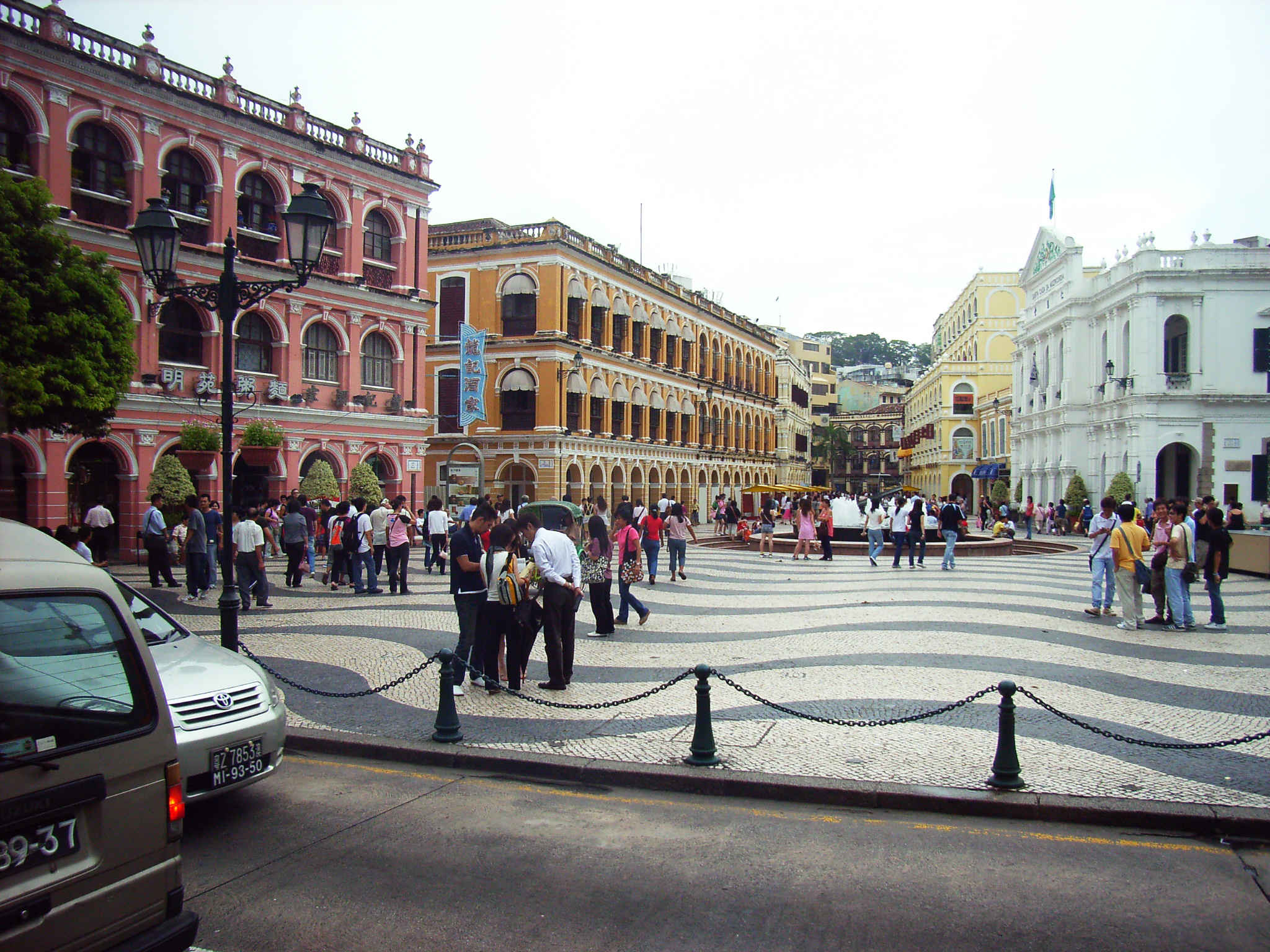
Panorama
Wellenmosaik
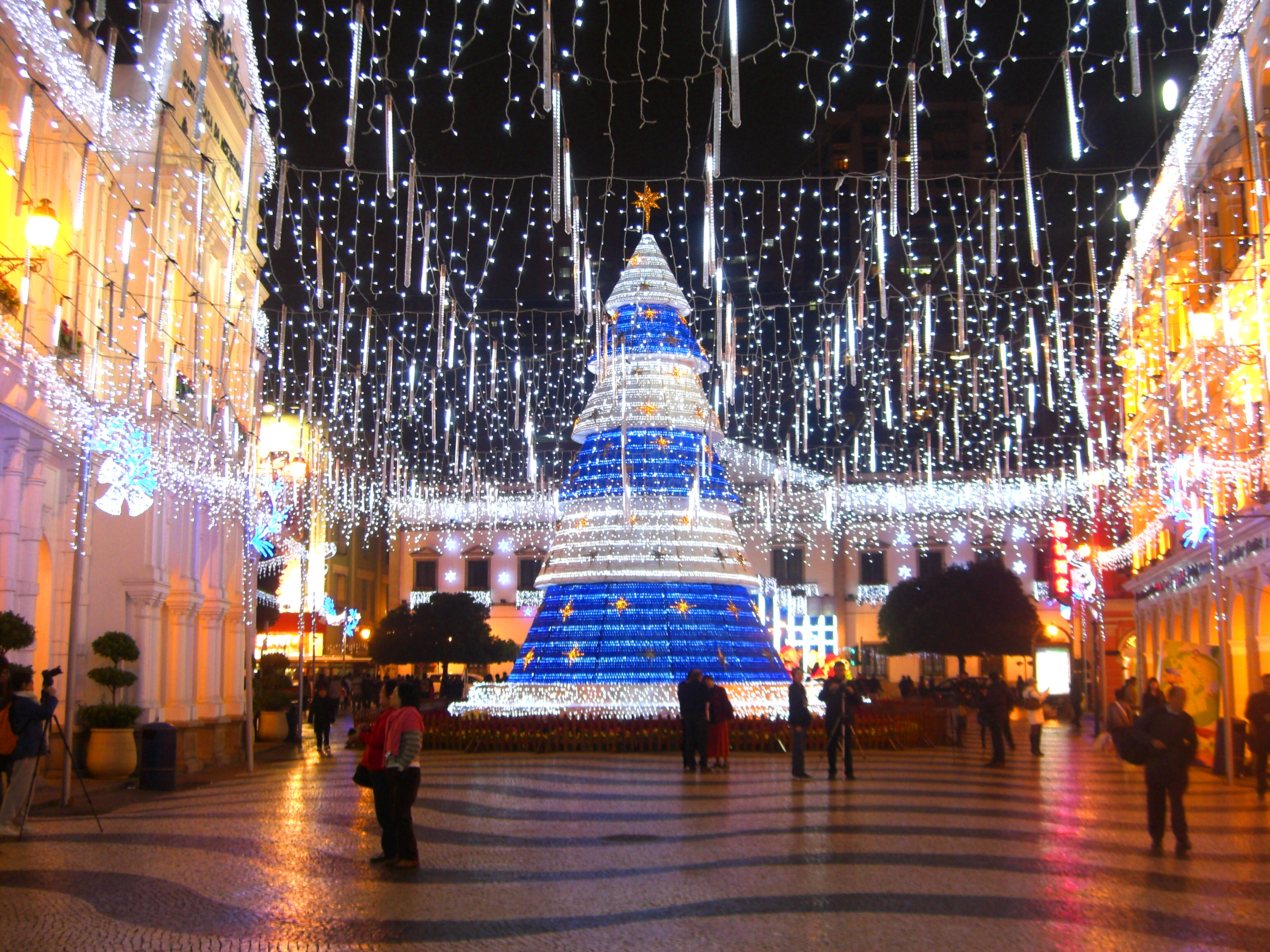
Weihnachtlich geschmückter Platz